# Gary Fleder
Gary Fleder (* 19. Dezember 1965 in Norfolk, Virginia) ist ein US-amerikanischer Film- und Fernsehregisseur und Fernsehproduzent.

## Leben
Sein Debüt als Regisseur gab er 1992 mit dem Fernsehfilm Air Time. 1995 folgte Das Leben nach dem Tod in Denver, u. a. mit Andy García in der Hauptrolle. Zwei Jahre später folgte sein Durchbruch mit der Romanverfilmung … denn zum Küssen sind sie da, einem Thriller nach der literarischen Vorlage von James Patterson. 2001 inszenierte Gary Fleder den Film Sag kein Wort mit Michael Douglas als Hauptdarsteller. 
Im Jahre 2001 verfilmte Fleder die Kurzgeschichte Impostor von Philip K. Dick und verhalf so Schauspieler Gary Sinise zu seiner ersten Hauptrolle. Schon ein Jahr darauf kam es zu einer weiteren Literaturverfilmung, es entstand der Film Das Urteil – Jeder ist käuflich nach dem gleichnamigen Roman von John Grisham. 
Neben seiner Tätigkeit für das Kino inszeniert Fleder auch zahlreiche Episoden für verschiedene Fernsehserien, so etwa sechs Folgen für October Road sowie 2010 mehrere Episoden der Serie Life Unexpected – Plötzlich Familie. 2012 arbeitete er für ABC als Produzent und bei The CW als Regisseur jeweils an einer Neuauflage der Fantasyserie Beauty and the Beast aus den 1980er-Jahren. Letztendlich war er von 2012 bis 2014 als Ausführender Produzent an Beauty and the Beast beteiligt.

## Filmografie (Auswahl)
Als Regisseur
- 1994: Future Lover (The Companion, Fernsehfilm)
- 1995: Das Leben nach dem Tod in Denver (Things to Do in Denver When You’re Dead)
- 1997: … denn zum Küssen sind sie da (Kiss the Girls)
- 2001: Sag’ kein Wort (Don’t Say a Word)
- 2001: Impostor
- 2003: Das Urteil – Jeder ist käuflich (Runaway Jury)
- 2007–2008: October Road (Fernsehserie, 6 Episoden)
- 2008: The Express
- 2010: Life Unexpected – Plötzlich Familie (Life Unexpected, Fernsehserie, 5 Episoden)
- 2013: Homefront
- 2014–2016: Kingdom (Fernsehserie, 5 Episoden)
- 2017: A Midsummer’s Nightmare (Fernsehfilm)
- 2017: The Bold Type – Der Weg nach oben (The Bold Type, Fernsehserie, Folge 1x01)
- 2020: Lincoln Rhyme: Der Knochenjäger (Lincoln Rhyme: Hunt for the Bone Collector, Fernsehserie)